# Christian Gottfried Elben

Christian Gottfried Elben auf einer Fotografie eines Gemäldes aus dem Familienarchiv um 1800

Elbens Ehefrau Sophie geborene Feuerlein, auf einer Fotografie eines Gemäldes aus dem Familienarchiv um 1800

Christian Gottfried Elben (* 4. Mai 1754 in Zuffenhausen, Herzogtum Württemberg; † 4. Februar 1829 in Stuttgart, Königreich Württemberg), Professor der Geographie an der Hohen Karlsschule, war Gründer und Herausgeber des Schwäbischen Merkurs.

## Leben

### Herkunft und Schulzeit
Christian Gottfried Elben war der Sohn von Johann Kaspar Elben (1716–1783), Schulmeister, Amtmann und Umgelder in Zuffenhausen und seiner Ehefrau Susanne, geborene Jaiser (1724–1774), Tochter des Hans Michael Jaiser, Hufschmied, Gerichtsverwandter und Heiligenpfleger in Stammheim bei Stuttgart. Christian war einer der Söhne, von den 16 Kindern, die in der Ehe seiner Eltern zur Welt kamen.
In Zuffenhausen erhielt Christian Elben in der Deutschen Schule seinen ersten Unterricht, bevor er die Lateinschulen in Cannstatt und Güglingen besuchte. Im Anschluss an den Besuch der Lateinschule besuchte Elben das Gymnasium Illustre in Stuttgart. Nachdem Elben den weiten Schulweg zunächst täglich von seinem Elternhaus zum Gymnasium und wieder nach Hause zu Fuß zurückgelegt hatte, konnte er sich durch Erteilen von Privatstunden ein Quartier in Stuttgart finanzieren. 1771 begann Elben das Studium der Theologie in Tübingen, musste aber aus Geldmangel mehrfach sein Studium unterbrechen.

### Militärdienst und Studienabschluss
1774 wurde er bei Heilbronn von Werbern für die preußische Armee aufgegriffen und für das Heer Friedrichs des Großen rekrutiert. Dort gehörte er dem zweiten Bataillon im Regiment Möllendorf an und wurde in Soldin einquartiert. Den Söhnen seines Quartiergebers, eines Schusters, erteilte er Latein- und Geographieunterricht, dem Schuster selbst pflegte er Zeitungen vorzulesen.
1778 konnte sein Vater ihn von seinem Militärdienst befreien. Anschließend wurde Christian Gottfried Elben in Stuttgart Hauslehrer der Kinder Carl Friedrich Feuerleins, des Regierungsrats und Geheimen Kabinettsekretärs von Herzog Carl Eugen. Neben dem Unterricht im Hause Feuerlein gab er auch in der Stadt Stuttgart weiterhin Unterricht und bereitete sich auf seinen Studienabschluss in Tübingen vor.
Am 27. September 1779 schloss er sein Studium mit einer Disputation zur Neueren Geschichte ab. Nebenbei hatte Elben in diesen Jahren auch etliche Beiträge für Unterhaltungsblätter verfasst, die in Mannheim, Frankfurt am Main und anderen Orten verlegt wurden. 1784 gab Christian Gottfried Elben den ersten Teil der Geschichte des deutschen Ordens heraus, ein Jahr später die Beiträge zur Geschichte des Hoch- und Deutschmeisterthums.

### Gründung des „Schwäbischen Merkurs“
Am 3. Oktober 1785 erschien die erste Nummer des von Elben gegründeten Schwäbischen Merkurs, eines Nachfolgers des „über See und Land dahin eilenden, Mercurius oder Stuttgarter Ordinari Chronik“. Dieses Blatt hatte seit 1731 bestanden; Elben löste die Gebrüder Mäntler ab, die das Privilegium für diese Zeitung innegehabt hatten. Der Schwäbische Merkur brachte zweimal in der Woche in je einem halben Bogen politische Nachrichten; daneben publizierte Elben auch die Schwäbische Chronik, die vaterländische Nachrichten aus Schwaben und Vorderösterreich enthielt. Sie wurde in Esslingen gedruckt, wo die Zensurbedingungen milder waren.

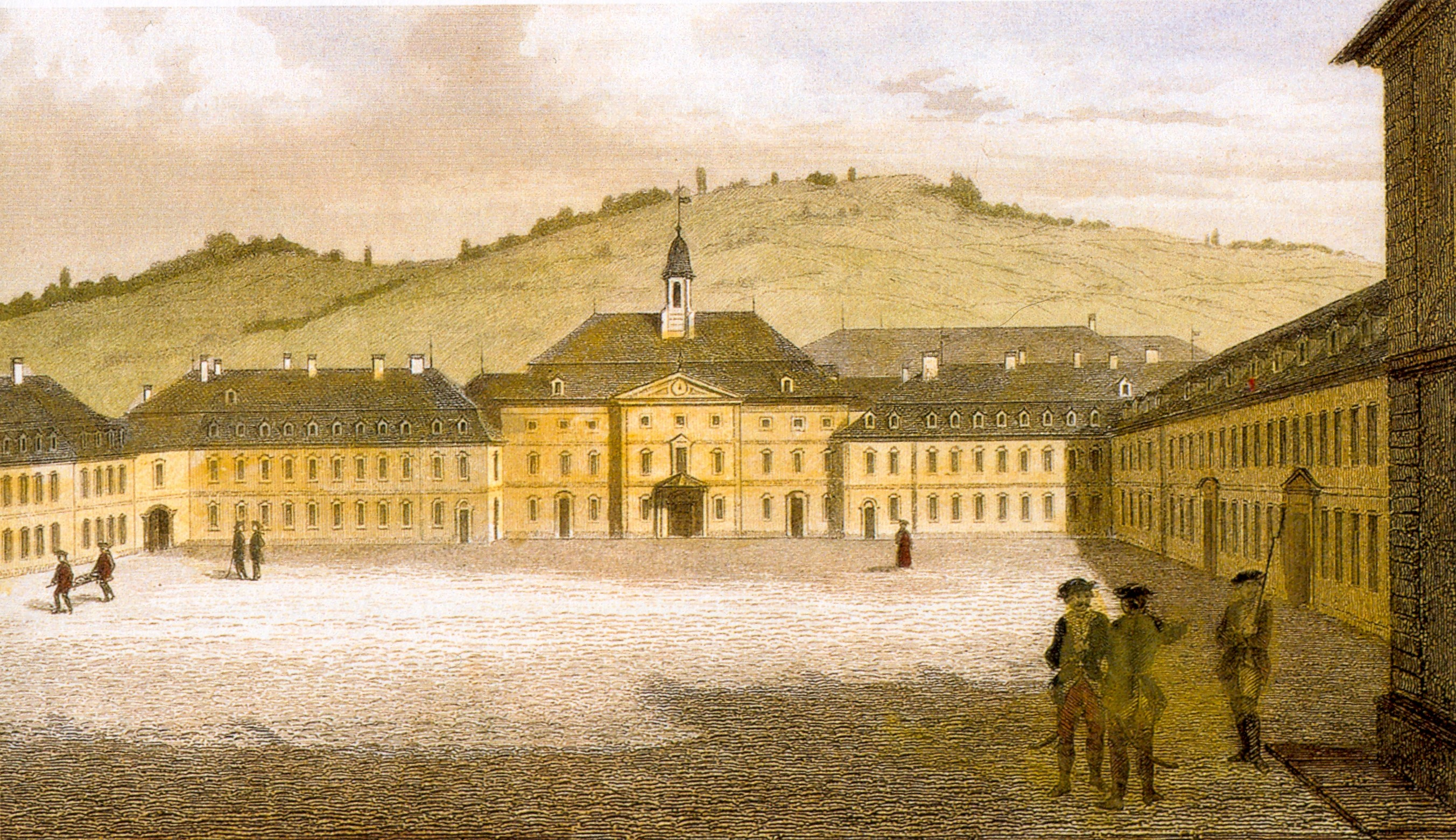
Die Hohe Karlsschule

Der Schwäbische Merkur konkurrierte mit einer Hofzeitung, die als politische Zeitung seit 1751 vom Buchhändler Stoll herausgegeben worden war und 1756 mit der Erhebung zur Hofzeitung von der Cottaschen Hofbuchdruckerei übernommen worden war. Das Privileg für die Zeitung wurde 1787 vom Herzog von Württemberg für 20 Jahre unter der Bedingung erneuert, dass der Druck fortan in der herzoglichen Akademie erfolgte. Dieselbe Forderung wurde auch für die Schwäbische Chronik gestellt, die nun mit dem Merkur vereinigt wurde. Elben konnte es zunächst durch eine Eingabe erreichen, dass keine Hofzensur auf seine Blätter ausgeübt wurde. Unterstützt wurde er dabei vom Intendanten der Akademie, Oberst von Seeger. Dieser hielt Elben für weniger gefährlich als Schubart, dessen Vaterländische Chronik ebenfalls in der Druckerei der Akademie erschien. Im November 1788 lief allerdings eine Beschwerde des Kurfürsten von Bayern über einen verfänglichen Artikel aus München ein und 1789 handelte Elben sich mit einem Artikel über das Münzwesen des schwäbischen Kreises Ärger ein. Daraufhin wurde auf herzoglichen Befehl hin für Merkur und Chronik ein Zensor bestellt, was Elben jedoch bereits eine Woche später bereits wieder rückgängig machen lassen konnte.

### Eheschließung mit Sophie Feuerlein
Christian Elben vermählte sich am 1. Oktober 1789 in Stuttgart mit Sophie Caroline Auguste Magdalene Feuerlein (* 1772; † 1847), eine der vielen Töchter des Regierungsrates Carl Friedrich Feuerlein und seiner Gemahlin Auguste Franziska, geborene Fischer. Aus der Ehe Christian Elbens mit Sophie Feuerlein gingen zehn Kinder hervor, die im genealogischen Familienbuch der Nachfahren der Regierungsrates Carl Friedrich Feuerlein den Stamm Elben begründeten.

### Professor an der Hohen Karlsschule

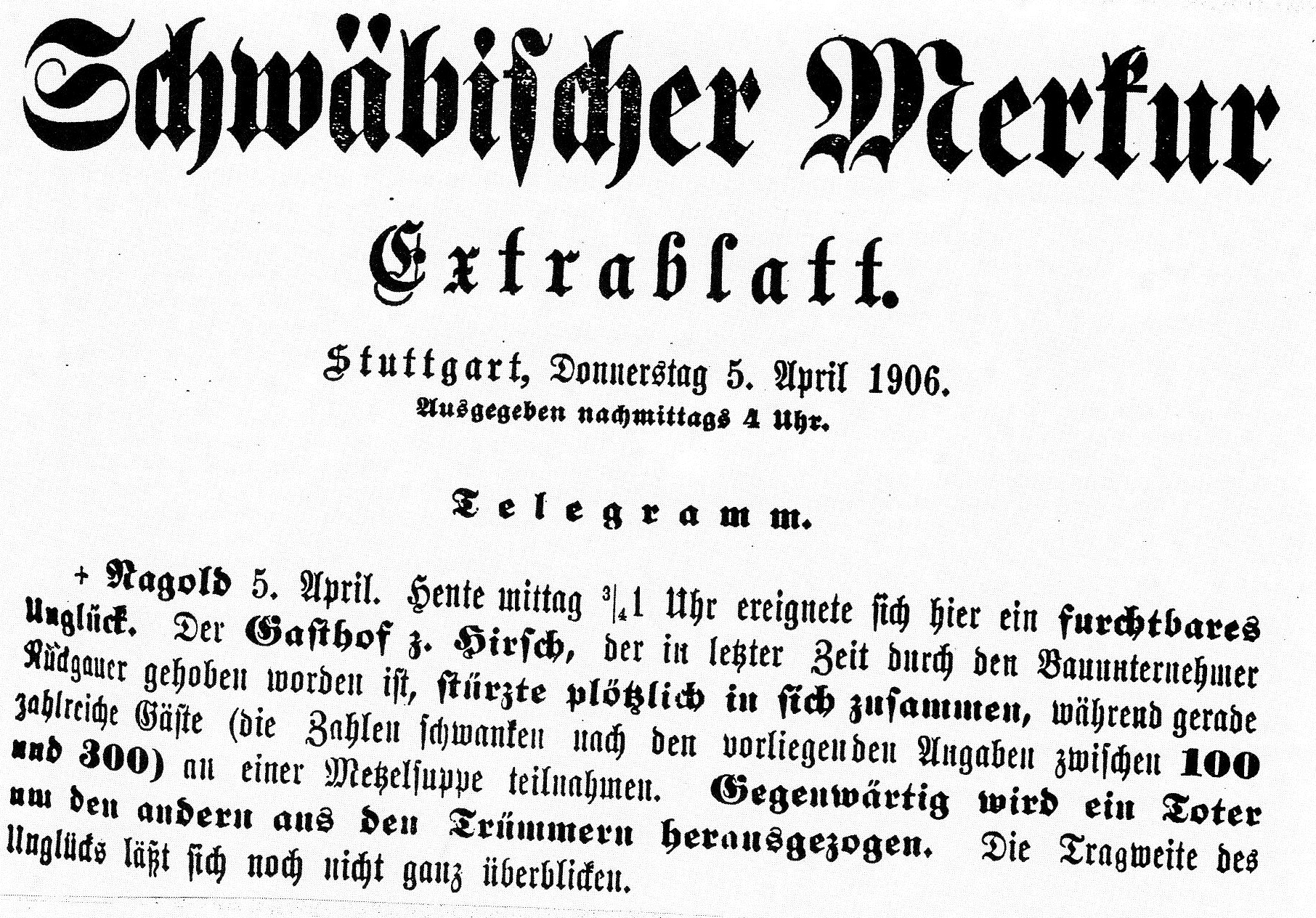
Extrablatt des Merkurs zur Hirsch-Katastrophe 1906

Elbens Vorschlag, den Studierenden der Akademie einmal wöchentlich ein Collegium novellisticum zu halten, hatte der Herzog im Sommer 1788 ebenfalls angenommen. Er machte Elben zum Professor der Geographie an der Hohen Karlsschule, wofür dieser ein Gehalt von 100 fl. erhielt. Nach Carl Eugens Tod und der Auflösung der Hohen Karlsschule im darauffolgenden Jahr 1794 musste Elben auf diese Einnahmen verzichten. Ebenso wurde das Urkundenbuch zur Schwäbischen Chronik, eine Art Gesetzesblatt, das Elben ab 1791 herausgegeben hatte, nun eingestellt.

### Herausgeber des „Schwäbischen Merkurs“
Christian Gottfried Elben konzentrierte sich nun ganz auf den Schwäbischen Merkur. Das Blatt überstand trotz Zensur und wachsender Konkurrenz Kriegszeiten und die württembergischen Verfassungskämpfe von 1815 bis 1819. Am 30. Januar 1817 wurde die Zensur aufgehoben und das Pressewesen nahm in der Folge einen deutlichen Aufschwung. Der Schwäbische Merkur erschien nun samt der Chronik an sechs Wochentagen und wurde in einer eigenen Druckerei hergestellt. Allerdings erfolgte die Verbreitung in die meisten Landesteile durch die Thurn- und Taxisschen Posten nicht in diesem Rhythmus, sondern nur an einigen Post- und Botentagen. Auch wurde die gerade erst von der Verfassung gewährleistete Pressefreiheit in Württemberg durch die Karlsbader Beschlüsse im Jahr 1819 schon wieder beendet.

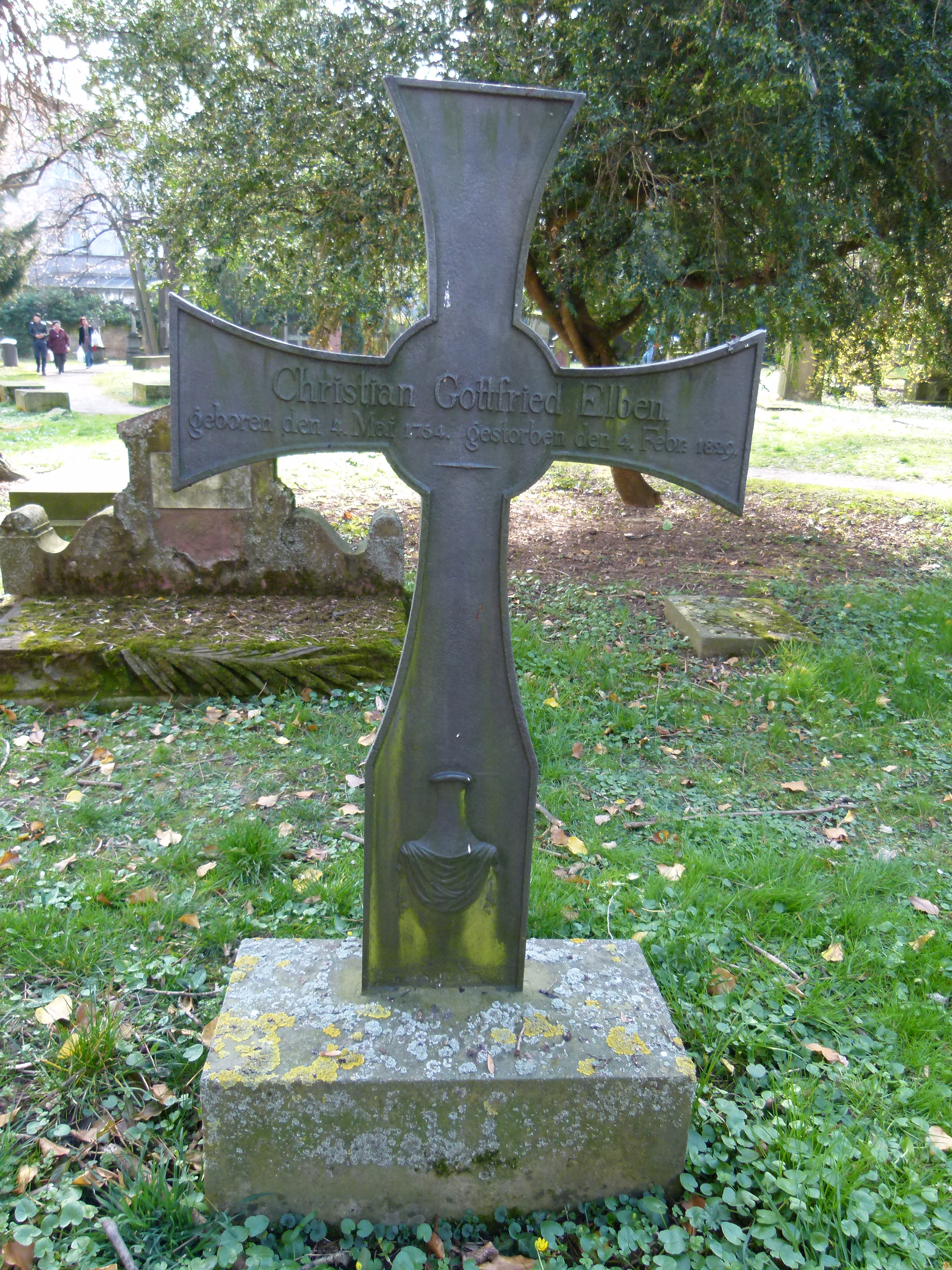
Grab von Christian Gottfried Elben auf dem Hoppenlaufriedhof in Stuttgart

### Späte Jahre
Christian Gottfried Elben hatte zwei Töchter und acht Söhne, darunter Karl Elben (1790–1854) und Emil Elben (1795–1873). Von diesen trat 1817 Karl und 1823 Emil in die Redaktion des Schwäbischen Merkurs ein; die Oberleitung hatte Elben jedoch bis zu seinem Tod selber inne. Sein Sohn Karl übernahm danach die Geschäftsleitung und die Redaktion der Schwäbischen Chronik.
Christian Gottfried Elben fand seine letzte Ruhe auf dem Hoppenlaufriedhof, der aufgelassen wurde, und heute als Parkanlage weiter besteht. Viele bedeutende Grabmale kann der Besucher heute noch auffinden und studieren.